# Márcio Schiefler Fontes
Márcio Schiefler Fontes OMJM (Florianópolis, 29 de setembro de 1980) é um magistrado e jurista brasileiro. Juiz de direito em Santa Catarina, foi o principal auxiliar do ministro Teori Zavascki no Supremo Tribunal Federal como relator da Operação Lava Jato, de 2014 até a queda do avião que vitimou Zavascki, em Paraty, estado do Rio de Janeiro, em janeiro de 2017.
No segundo semestre de 2017, foi indicado pelo STF, na presidência da ministra Cármen Lúcia, como conselheiro do Conselho Nacional de Justiça. Em 2018, foi também nomeado conselheiro do Conselho Nacional de Política Criminal e Penitenciária, órgão do Ministério da Justiça e Segurança Pública que presidiu entre 2021 e 2023.
Foi juiz instrutor da Presidência do Supremo Tribunal Federal na gestão da ministra Rosa Weber (2022-2023), durante a qual as sedes do tribunal e dos demais Poderes foram invadidas e depredadas, até a aposentadoria dela em setembro de 2023.